# TV Macapá
TV Macapá é uma emissora de televisão brasileira sediada em Macapá, capital do estado do Amapá. Opera no canal 4 (34 UHF digital) e é afiliada à Band. Pertence às Organizações José Alcolumbre, da qual também faz parte a TV Amazônia (afiliada ao SBT).

## História
A emissora foi fundada em 1997 por José Samuel Alcolumbre Tobelem, dono das Organizações José Alcolumbre, o maior grupo empresarial do estado do Amapá. Desde a sua criação, a emissora é afiliada à Rede Bandeirantes.

## Programas locais
- Pansudo Esporte: noticiário de esportes com Costa Filho e comentários de Luiz Carlos;
- Amapá Urgente:  jornalístico com Olívio Fernandes;
- Na Boca do Povo: jornalístico com Pedro Dalua e Elen Costa;
- Band Cidade: jornalístico com Fernando França.

## Retransmissoras
- Mazagão - 4 VHF analógico / 34 UHF digital
- Santana - 4 VHF analógico / 34 UHF digital

## Sinal digital
| Canal virtual | Canal digital | Resolução de tela                     | Programação                               |
| ------------- | ------------- | ------------------------------------- | ----------------------------------------- |
| 4.1           | 34 UHF        | 1080i (Sinal/Rede) 480i (Sinal/Local) | Programação principal da TV Macapá / Band |

Transição para o sinal digital
Com base no decreto federal de transição das emissoras de TV brasileiras do sinal analógico para o digital, a TV Macapá bem como as outras emissoras de Macapá, cessou suas transmissões pelo canal 4 VHF em 14 de agosto de 2018, seguindo o cronograma oficial da ANATEL.